# 瀬田ゴルフコース
瀬田ゴルフコース（せたゴルフコース）は、滋賀県大津市にあるゴルフ場である。

## 概要
「瀬田ゴルフコース」は、琵琶湖湖畔のなだらかな丘陵地にあるコースからは遠く比叡山が望まれ、誰でも気軽にエントリー出来るパブリック制のゴルフ場である。広いコース敷地内には、「北コース」18ホール、「東コース」18ホール、「西コース」18ホールの合計54ホール規模のゴルフ場がある。
瀬田ゴルフコースは、1967年（昭和42年）5月14日、「西コース」9ホールが開場され、その2年後の1969年（昭和44年）に井上誠一が設計した「東コース」が開場された。その後、1978年（昭和53年）に「新コース」という名称で「北コース」が開場された。1988年（昭和63年）に新コースを「北コース」に改称された。
井上誠一は、北コースの設計するに当たって「地形は悪くないが、コースレイアウトの工夫が必要」といい、通常のアウトコースとインコースの上がりホールをクラブハウス前に設けることが無理だったため「18ホール行きっぱなし」のレイアウトで設計した。コース完成後、結果的に独立した独特のコースが出来上がった。
2009年（平成21年）10月28日、ゴルフ事業の再編を目的に、関東地区でゴルフ場を運営する「西武ゴルフ株式会社」と関西地区でゴルフ場を運営する「近江観光株式会社」が合併し、西武ゴルフ株式会社が存続会社となる。
2011年（平成23年）10月1日、「株式会社プリンスホテル」と「西武ゴルフ株式会社」が合併し、株式会社プリンスホテルが存続会社となる。
瀬田ゴルフコース・北コースで開催される、TOTOジャパンクラシック（TOTO JAPAN CLASSIC）は、1973年に「LPGAジャパンクラシック」としてスタートした、日本で唯一開催される全米女子プロゴルフ協会(
USLPGA）の公式戦であり、その他多くの競技大会の実績がある。

## 所在地
〒520-2125 滋賀県大津市瀬田橋本町12番地 

## コース情報
- 開場日 - 1967年5月14日
- 設計者
  - 北コース・東コース - 井上 誠一
  - 西コース - 西武鉄道 株式会社
- コースタイプ - 丘陵コース
- コース
  - 北コース - 18ホールズ、パー72、7,012ヤード、コースレート73.2
  - 東コース - 18ホールズ、パー72、6,750ヤード、コースレート71.4
  - 西コース - 18ホールズ、パー72、6,621ヤード、コースレート71.1
- フェアウェー - コウライ
- ラフ - ノシバ
- グリーン - 1グリーン、ベント（ペンクロス）
- ラウンドスタイル - 全組キャディ付、キャディー付乗用ゴルフカー、乗用カート(5人乗り)リモコン式
- 練習場 - 15打席200ヤード
- 休場日 - 年中無休[5]

## ギャラリー
コース
- 北コース - 「瀬田ゴルフコース」、コースレイアウト、2021年9月11日閲覧
- 東コース - 「瀬田ゴルフコース」、コースレイアウト、2021年9月11日閲覧
- 西コース - 「瀬田ゴルフコース」、コースレイアウト、2021年9月11日閲覧

ハウス
- 施設 - 「瀬田ゴルフコース」、施設案内、2021年9月11日閲覧

## 交通アクセス
- 鉄道 - 東海道線琵琶湖線（JR西日本） - 石山駅より タクシー利用 約10分[6]
- 道路 - 名神高速道路 - 瀬田東ICより 2Km[6]

## 競技開催実績
- 1989年（平成元年） - マツダジャパンクラシック（現・TOTOジャパンクラシック）[7]
- 1991年（平成3年） - マツダジャパンクラシック[7]
- 1995年（平成7年） - 東レジャパンクイーンズ（現・TOTOジャパンクラシック）[7]
- 1997年（平成9年） - 東レジャパンクイーンズ[7]
- 1999年（平成11年） - ミズノクラシック（現・TOTOジャパンクラシック）[7]
- 2000年（平成12年） - ミズノクラシック[7]
- 2002年（平成14年） - ミズノクラシック[7]
- 2003年（平成15年） - ミズノクラシック[7]
- 2004年（平成16年） - ミズノクラシック[7]
- 2005年（平成17年） - ミズノクラシック[7]
- 2018年（平成30年） - TOTOジャパンクラシック[7]
- 2019年（令和元年） - TOTOジャパンクラシック[7]
- 2021年（令和3年） - TOTOジャパンクラシック（11月4日-7日）開催予定[8]

## エピソード
- 北・東・西コースは同一の敷地内にあり、駐車場は共同だが、「北コース」のプレーヤーはゾーンが区別されており、エントランスは雰囲気があり、フロントの受付からロッカー室、浴室などのクラブハウスの利用施設が、東・西コースのプレーヤーとセパレートされている。
- 北コースは井上誠一のコース設計で、難易度が高く、ミズノクラシックなど数多くの国内女子トーナメントが開催されている。

## 関連文献
- 『近代建築』、「今月の建築 瀬田ゴルフコース クラブハウス 大成建設設計部」」、東京 近代建築社、1967年9月、2021年9月11日閲覧
- 『週刊ダイヤモンド Diamond weekly』、「Good shot! 週刊ダイヤモンドが選んだ日本のベスト・コース150(15)第49位 瀬田ゴルフコース」、西澤忠著、東京 ダイヤモンド社、2002年8月24日、2021年9月11日閲覧
- 『ゴルフ場ガイド 西版』、2006-2007、「瀬田ゴルフコース」、東京 ゴルフダイジェスト社、2006年5月、2021年9月11日閲覧
- 『ゴルフ場セミナー』、「クラブハウス探訪 瀬田ゴルフコース(滋賀県・54H) 使い勝手を考え54Hのコンセプトを具現化」、東京 ゴルフダイジェスト社、2013年9月、2021年9月11日閲覧